# (2066) Palala
(2066) Palala est un astéroïde de la ceinture principale.

## Description
(2066) Palala est un astéroïde de la ceinture principale. Il fut découvert le 4 juin 1934 à Johannesbourg par Cyril V. Jackson. Il présente une orbite caractérisée par un demi-grand axe de 2,39 UA, une excentricité de 0,13 et une inclinaison de 3,8° par rapport à l'écliptique.

## Nom
Il a été nommé d'après la rivière Palala (en), un affluent du Limpopo, dans l'ouest du Transvaal, en Afrique du Sud.

## Compléments